# Arctosa virgo
Arctosa virgo este o specie de păianjeni din genul Arctosa, familia Lycosidae. A fost descrisă pentru prima dată de Chamberlin în anul 1925. Conform Catalogue of Life specia Arctosa virgo nu are subspecii cunoscute.